# Quebrada de Jaspe
Quebrada de Jaspe (en lengua aborigen local Kako Parú) es el nombre que recibe un río y una serie de cascadas, o caídas de agua, en Venezuela. Se localizan en el sector oriental del parque nacional Canaima, en el Municipio Gran Sabana del Estado Bolívar en la región de la Guayana Venezolana. El nombre de la quebrada de Jaspe, se debe a que se cree que el fondo es de una piedra semi-preciosa llamada Jaspe. Pero en realidad es en una roca volcánica conocida como riolita determinada de esta manera por José Nancy Perfetti de la Universidad de Oriente - Núcleo Bolívar, a través de estudios petrográficos.